# Elin Söderberg
Elin Sofia Charlotta Söderberg, född 27 februari 1984 i Umeå stadsförsamling, Västerbottens län, är en svensk tidigare politiker för miljöpartiet. Hon var ordinarie riksdagsledamot mellan september 2022 och november 2024, invald för Västerbottens läns valkrets. Söderberg är sedan invalet i riksdagen partiets klimatpolitiska talesperson. År 2021 var Söderberg kandidat till nytt språkrör i Miljöpartiet.

## Biografi
Elin Söderberg är uppvuxen i Umeå. Hon är utbildad statsvetare och har arbetat med klimat, energi och hållbar utveckling i över 10 års tid. Efter sin examen 2010 startade Söderberg eget företag för att arbeta som konsult för hållbar utveckling. 2011–2015 var hon hållbarhetskonsult under Esam AB. Sedan 2015 arbetar Söderberg som klimat- och energisamordnare vid Länsstyrelsen i Västerbottens län. Hon är även samverkansledare för samtliga Länsstyrelser i deras arbete med regionala klimat- och energistrategier.[källa behövs]
Söderberg satt i styrelsen för Miljöpartiets klimatnätverk 2015–2019 och var drivande i att ta fram Miljöpartiets Klimatfärdplan, som legat till grund för den klimatpolitik Miljöpartiet drivit i regeringsställning. Söderberg toppade riksdagslistan i Västerbotten 2018. Hon är (2020) distriktsordförande för Miljöpartiet de gröna i Västerbotten och ledamot i Umeå kommunfullmäktige.
I sin kandidatur till språkrör för Miljöpartiet de gröna 2021 lyfte Söderberg fram klimatfrågan och uppgav att hon i den rollen vill stärka Sveriges klimatarbete ytterligare. Söderberg betonade Miljöpartiets betydelse i regeringen för att säkra den svenska klimatpolitiken. I språkrörsvalet, som vanns av Märta Stenevi, kom Söderberg trea. Strax därefter fick Söderberg en tjänst som politiskt sakkunning i Statsrådsberedningen.
Söderberg är riksdagsledamot sedan valet 2022. I riksdagen är hon ledamot i näringsutskottet sedan 2022 samt suppleant i EU-nämnden, finansutskottet, miljö- och jordbruksutskottet och skatteutskottet.
Söderberg lämnade i november 2024 riksdagen efter intern kritik om hennes beteende vid en fest.